# 黒沼悦郎
黒沼 悦郎（くろぬま えつろう、1960年9月7日 - ）は、日本の法学者。専門は、商法・金融商品取引法。早稲田大学教授。江頭憲治郎門下。

## 略歴
- 神奈川県出身[1]
- 1979年 筑波大学附属駒場高等学校卒業
- 1984年 東京大学法学部卒業
- 1984年 東京大学法学部助手
- 1987年 名古屋大学法学部助教授
- 1990年 米国カリフォルニア大学バークレー校ロースクール客員研究員
- 1994年 神戸大学法学部助教授
- 1997年 神戸大学法学部教授
- 2000年 神戸大学大学院法学研究科教授
- 2004年 早稲田大学大学院法務研究科教授

## 研究テーマ
- 商法、会社法、企業組織法、金融法、証券法

## 在外研究等
カリフォルニア大学、ロンドン大学、ミュンスター大学

## 著書

### 単著
- 『証券市場の機能と不公正取引の規制』（有斐閣、2002年）
- 『アメリカ証券取引法』（弘文堂、第2版、2004年）
- 『金融商品取引法入門』（日本経済新聞出版社［日経文庫］、第3版、2009年）
- 『金融商品取引法』（有斐閣、2016年）

### 共著
- （吉原和志、前田雅弘、片木晴彦）『会社法1・2』（有斐閣［有斐閣アルマ］、2005年）
- （近藤光男、吉原和志）『金融商品取引法入門』（商事法務、2009年）

### 共編著
- （岸田雅雄、近藤光男）『アメリカ商事判例研究』（商事法務研究会、2001年）

## 受賞学術賞
大隅健一郎賞 （2003年、国内）